# Roland and Rattfink
Roland and Rattfink (no Brasil: Bom-Bom e Mau-Mau) é uma série de desenho animado, criado pelos estúdios DePatie-Freleng Enterprises. Estreou nos EUA em 18 de Dezembro de 1968. A série contém 17 episódios e durou até 1971.
A série animada conta as aventuras de Bom-Bom, um rapaz bondoso, gentil e educado, sempre vestido de branco. Às vezes ele é desajeitado e atrapalhado, o seu maior defeito é ser muito ingênuo.  Mau-Mau é um personagem maldoso, violento, malicioso e invejoso, vestido de preto e armando confusão para Bom-Bom. No final Mau-Mau sempre se dá mal.
Tem como moral o famoso dito que "O bem sempre vence no final", porém não ser ingênuo demais.

## Lista de episódios
nomes originais (em inglês)
1. Hawks And Doves
2. Hurts And Flowers
3. Flying Feet
4. The Deadwood Thunderball
5. Sweet And Sourdough
6. A Pair Of Sneakers
7. Say Cheese, Please
8. A Taste Of Money
9. The Foul Kin
10. Bridgework
11. Robin Goodhood
12. War And Pieces
13. Gem Dandy
14. Trick Or Retreat
15. The Great Continental Overland Cross-Country Race
16. A Fink In The Rink
17. Cattle Battle

## Ficha técnica
- Distribuição: United Artists
- Direção: Hawley Pratt, Gerry Chiniquy, Art Davis
- Produção: David H. DePatie e Friz Freleng
- Animação: Don Williams, Manny Perez, Art Leonardi, Warren Batchelder, Ed DeMattia
- Roteirista: John W. Dunn
- Data de estréia: 18 de Dezembro de 1968
- Colorido

## Dubladores

### No Brasil[2]
- Bom-Bom: Carlos Marques
- Mau-Mau: Pádua Moreira
- estúdio de dublagem:Herbert Richers
- Locutor:Márcio Seixas

## Em outros idiomas
- Alemão: Roland, das Bluemenkind
- Inglês: Roland and Rattfink
- Espanhol: El Bueno y el Malo